# Guillem de la Pulla
Guillem de la Pulla (Guillelmus Apuliensis) fou un cronista dels normands, que va escriure a la dècada de 1090. La seva epopeia, Gesta Roberti Wiscardi ("La gesta de Robert Guiscard"), escrita en hexàmetres, és una de les principals fonts contemporànies per a la conquesta normanda de la Itàlia meridional, especialment de la vida de Robert Guiscard, duc de la Pulla (1059-1085).
Se sap ben poc sobre la vida de Guillem abans que escrigués la seva història dels normands. A diferència dels altres dos principals cronistes dels normands a Itàlia (Amat de Montecassino i Godofreu Malaterra), Guillem probablement era un laic, basat en la relativa manca de referències religioses en la seva obra. També és molt possible que Guillem fos un longobard, més que un normand, ja que el seu tractament als personatges longobards en la seva història és molt amable si es compara amb els seus homòlegs normands contemporanis.
El poema de Guillem Gesta Roberti Wiscardi va ser compost probablement entre el 1097 i el 1099, ja que assenyala els combats dels creuats a Anatòlia durant el 1097, però no la caiguda de Jerusalem de 1099. El poema està dedicat al duc Roger Borsa, fill del duc Robert Guiscard, donant a entendre que era membre de l'anterior cort. Més que les obres dels seus dos companys cronistes dels normands, Amat de Montecassino i Godofreu Malaterra, l'obra de Guillem és un homenatge a Robert Guiscard, cosa que pot indicar que Roger l'encarregués per reforçar la seva reivindicació sobre títols del seu pare.